# Ten Cents a Dance (1945)
Ten Cents a Dance é um filme estadunidense de 1945, do gênero comédia dramática, dirigido por Will Jason, e estrelado por Jane Frazee, Jimmy Lloyd, Robert Scott e Joan Woodbury. Foi produzido e distribuído pela Columbia Pictures.

## Sinopse
Os soldados Billy Sparks (Jimmy Lloyd) e Ted Kimball III (Robert Scott) fazem uso de sua licença de trinta e seis horas do serviço para passar uma noite no Merryland Dance Hall, procurando por belas mulheres para cortejar. Dos dois homens, Ted é o financeiramente estável, mas sempre deixa Billy cuidar do dinheiro, já que ele tem medo de mulheres interesseiras.
No salão de dança, Billy se sente instantaneamente atraído pela sedutora cantora do clube, Jeannie Hollis (Jane Frazee). Infelizmente, Hollis está em uma relação com o questionável dono do clube, Breezy Walker (John Calvert). Para atrair a atenção de Jeannie, Bill começa a se gabar de sua enorme riqueza e paga por dez minutos de dança para todos os homens do clube. Seu truque funciona, e Jeannie começa a prestar atenção nele.
Billy não sabe que Jeannie precisa de US$ 500 para ajudar sua amiga dançarina Joyce, que precisa de uma cirurgia após um acidente de carro. Breezy negou o empréstimo do dinheiro a Jeannie, mas também disse que pode obter o dinheiro se ela encontrar alguém para trapacear em um jogo de dados. Jeannie acredita que Billy possa ser a vítima adequada, mas não sabe que Billy tem suas próprias segundas intenções e quer apressar o jogo por uma quantia maior. Breezy diz a Jeannie para manter Billy por perto para um jogo na noite seguinte.
Jeannie e outra dançarina, Babe (Joan Woodbury), acompanham Ted e Billy em uma noite na cidade. A noite termina com os quatro sentados no telhado, observando as estrelas e conversando sobre suas esperanças, aspirações e sonhos. Ocorre a Jeannie que ela e Billy têm muitos objetivos em comum na vida, e Babe fica muito amiga de Ted, desconhecendo completamente sua fortuna.
Depois de passar a noite na pensão das meninas, os dois casais vão em um passeio de bicicleta e em um piquenique no dia seguinte. Durante todo o dia, Jeannie começa a se arrepender de seu plano para derrubar com Billy, mas Babe tenta acalmá-la, dizendo que é tudo para o bem-estar de Joyce.

## Elenco
- Jane Frazee como Jeannie Hollis
- Jimmy Lloyd como Billy Sparks
- Robert Scott como Ted Kimball III
- Joan Woodbury como Babe
- John Calvert como Breezy Walker
- George McKay como Bits
- Edward Hyans como Joey
- Dorothea Kent como Sadie
- Carole Mathews como Marge
- Muriel Morris como Glad
- Patty Robbins como Vi
- Marilyn Johnson como Mae
- Jewel McGowan como Pat
- Billy Nelson como Rocky
- John Tyrrell como Taxista
- Eddie Dunn como Guarda do Banco
- Harry Strang como Policial
- William Moss como Marty Larkin
- Dorothy Ford como Garota
- Cosmo Sardo como Mack
- Rod Rogers como Skates Malloy
- Billy Snyder como Barney
- Wally Rose como Hal
- Vivian Mason como Tess Kramer
- Dorothy Vaughan como Sra. Hanahan
- Bobby Larson como Garoto